# Sooglossus
Sooglossus is een geslacht van kikkers uit de familie seychellenkikkers (Sooglossidae). De groep werd voor het eerst wetenschappelijk beschreven door George Albert Boulenger in 1906. Later werd de wetenschappelijke naam Nesomantis gebruikt.
Er zijn twee soorten die voorkomen op Mahé en Silhouette, eilanden die behoren tot de Seychellen. De twee soorten uit het geslacht Sechellophryne behoorden ook tot dit geslacht maar werden in 2007 afgesplitst.

## Taxonomie
Geslacht Sooglossus
- Soort Sooglossus sechellensis (Boettger, 1896)
- Soort Sooglossus thomasseti (Boulenger, 1909)

Sechellophryne · 
Sooglossus